# Альвары
Альва́ры (англ. alvars, alwars, azhwars, там. ஆழ்வார்கள் [aːɻʋaːr], дословно, «погружё́нные [в Бога]») — группа средневековых тамильских поэтов-вайшнавов. В число альваров входит 12 поэтов, живших в течение VI—X веков нашей эры. Альвары почитаются в Южной Индии как святые. Канонический свод их сочинений под названием «Священное собрание 4000 стихов» (Дивья-прабандха) составлен в X веке собирателем тамильских гимнов Натхамуни. В нём нашла отражение южноиндийская ветвь вайшнавского движения бхакти, опиравшаяся на санскритские источники, а также на местную религиозно-поэтическую традицию поклонения Вишну. В поэзии альваров Вишну предстаёт не только Высшей реальностью (Брахманом), но и личностью, с которой можно установить близкие отношения. Альвары проповедовали идею самоценности любви к Богу. Самым авторитетным из альваров считается Наммальвар, чьё творчество почитается как «тамильские Веды».

## Этимология
«Альвары» (там. ஆழ்வார்கள் [aːɻʋaːr]) в дословном переводе означает «люди, погружённые, углублённые во что-то, поглощённые чем-то». Их назвали так потому, что они были полностью погружены в любовь и преданность Вишну.

## Происхождение альваров

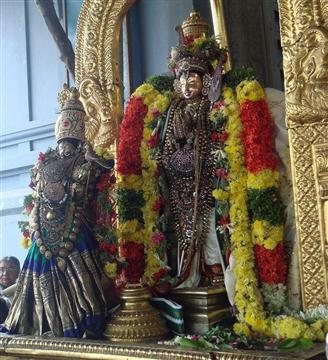
Альвар Тирумангай со своей супругой Кумменти

Согласно традиции индуизма, альвары жили около 5000 лет назад в самом начале Кали-юги. По оценкам учёных, они проживали в период с VI по X века н. э. в регионе Тамилнад в Южной Индии. Начиная с VI—VII веков движение бхакти в тамильской Южной Индии постепенно набирает силу. Оно вылилось в две тамильские религиозные традиции: вайшнавскую альваров и шиваитскую наянаров. Они развивались практически параллельно. Традиция канонизировала двенадцать альваров. Первыми среди них считаются Пойгай, Пудам (Бхутам), Пей и, вероятно, Тирумажисей (VI—VII века). К IX веку относится творчество Тирупанна, Тондарадипподи, знаменитых Перияльвара и его приёмной дочери Андаль, создавшей искусную поэму и цикл лирических стихов, в которых она представляет себя в качестве супруги Кришны, развивая мистическую сублимацию эротического чувства (шрингара). Самым поздним и одновременно выдающимся из альваров считается Наммальвар (IX—X века). По преданию, он провёл в медитации 16 лет, пока перед его мысленным взором не возник Вишну и «открыл поток его поэзии», который, по мнению некоторых исследователей, концентрирует духовный опыт не только вайшнавизма, но и других направлений индуизма.
Опирающийся на наследие альваров шри-вайшнавизм создал целую «житийную» литературу, в которой уже сами альвары становятся объектами мифологизации и рассматриваются как воплощения атрибутов и спутников Вишну. Им приписывается множество чудес, а также грандиозная комментаторская литература на санскритизированном тамили. К числу поздних альваров иногда относят даже собирателя их гимнов Натхамуни и первого учителя шри-вайшнавизма Ямуначарью (X — XI века), который начал интеграцию верований альваров в ведическую философию.

Мурти (статуэтки) альваров в храме Шриниваса Перумал в Теннери (Тамилнад)
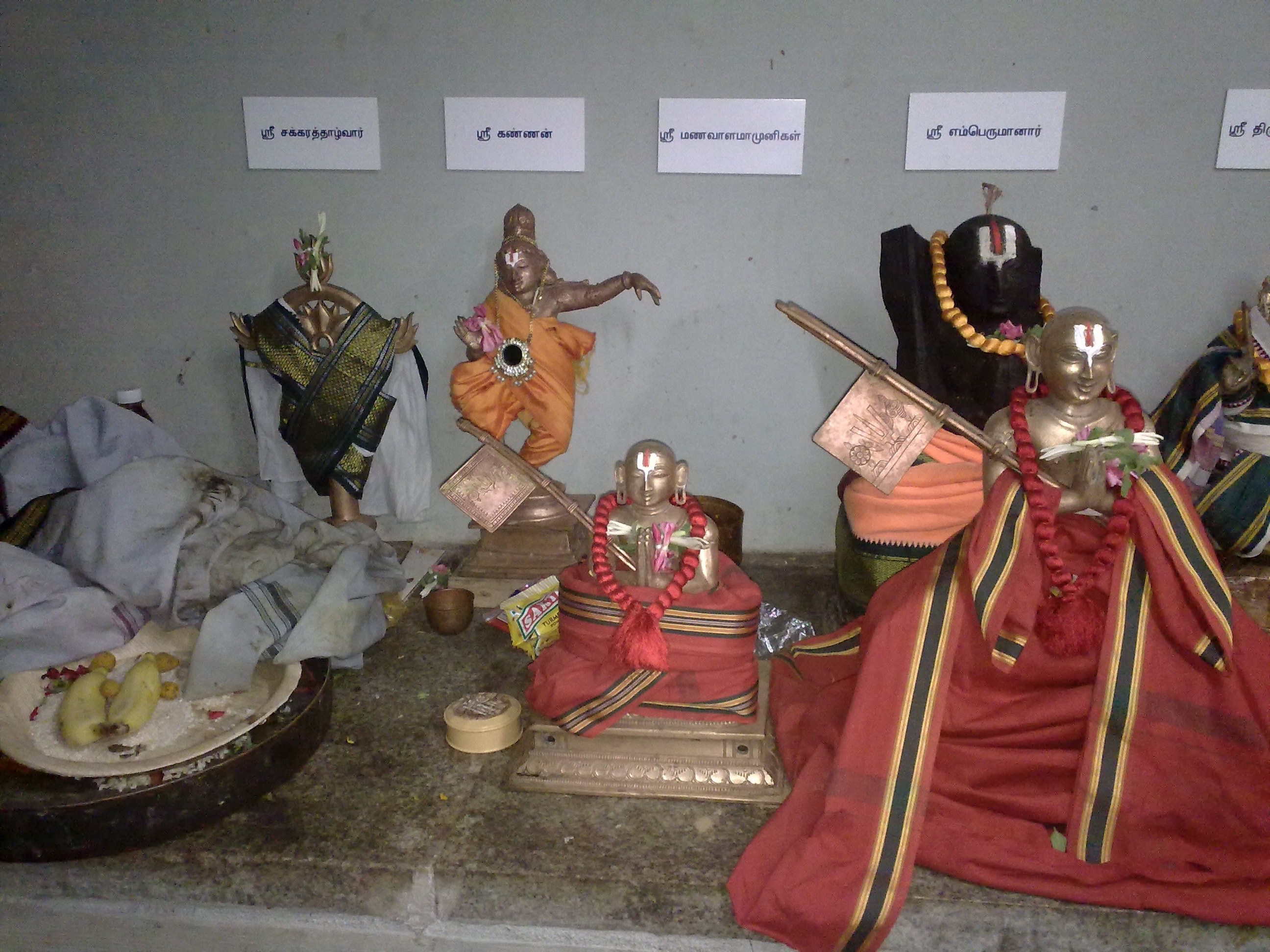
левая часть общего вида
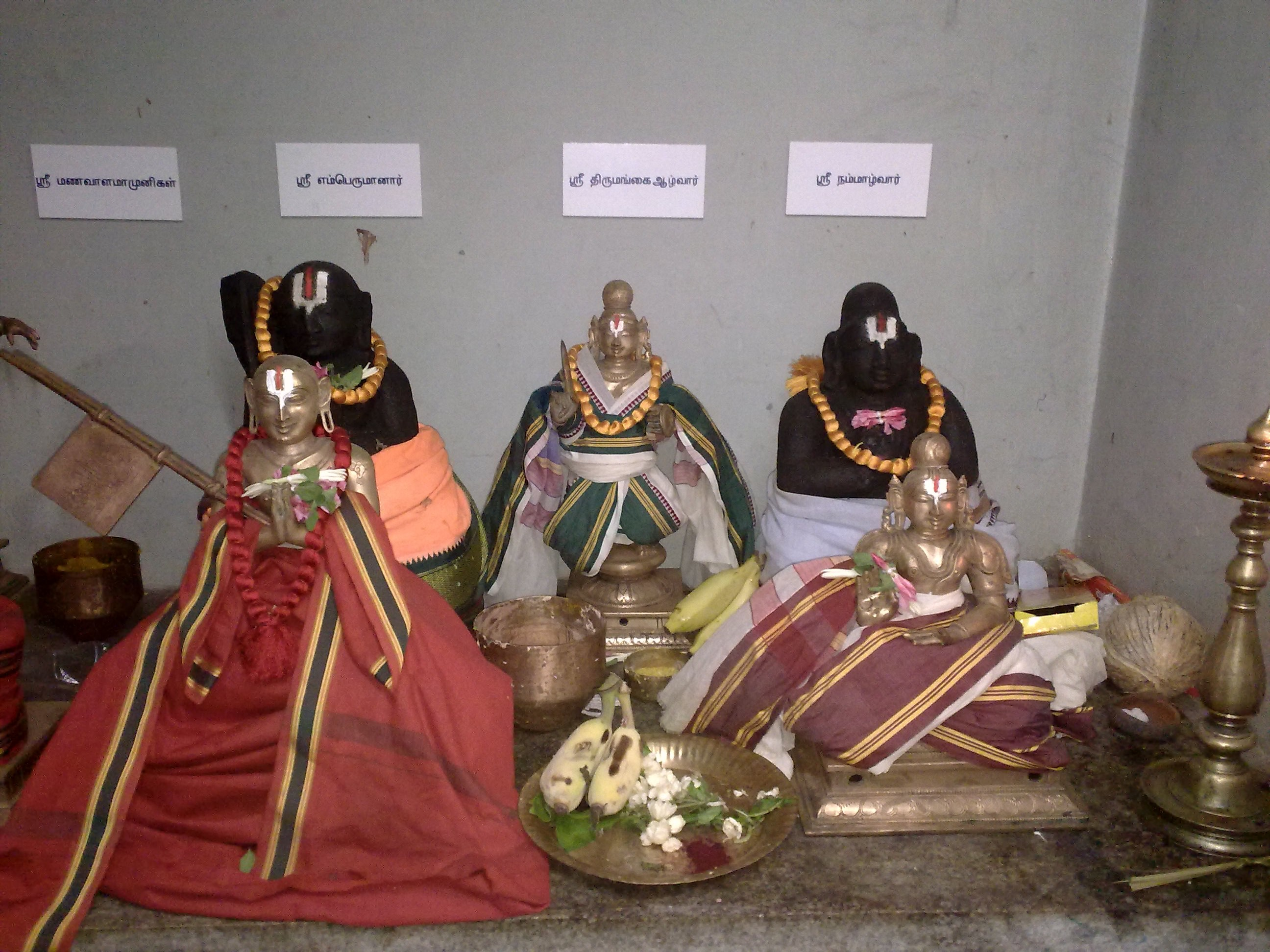
правая часть общего вида
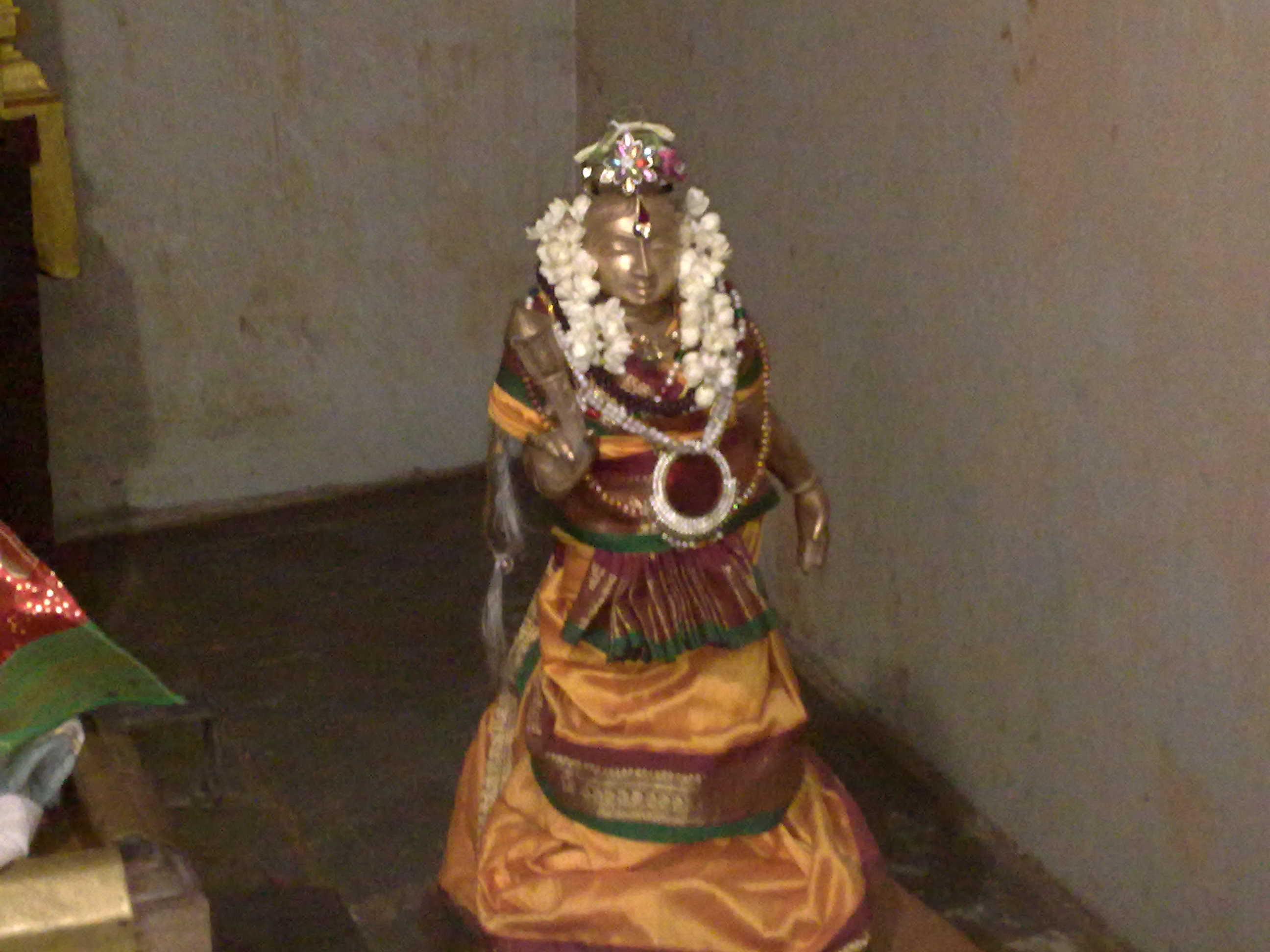
Андаль

## Религиозная поэзия

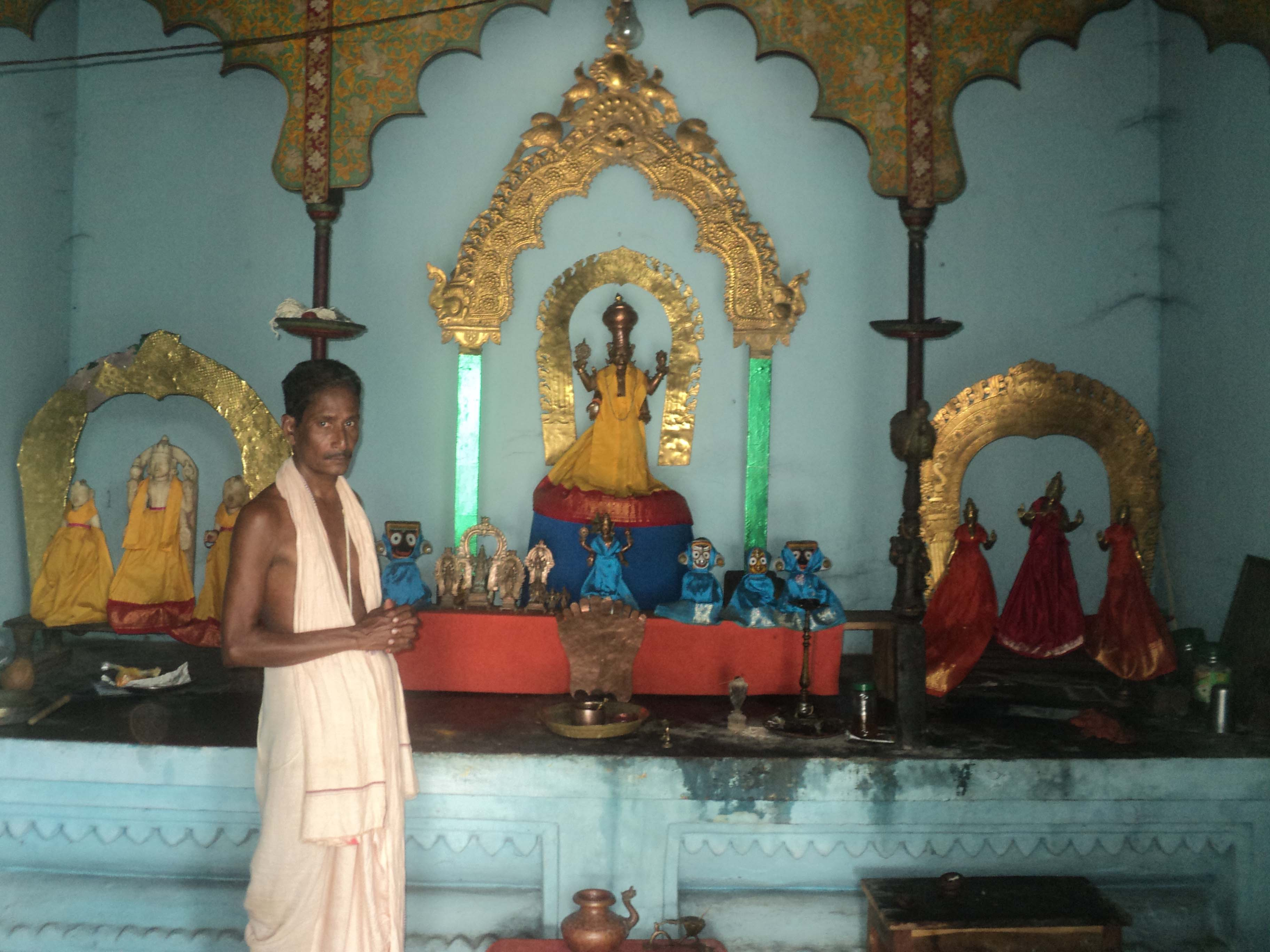
Баладжи (Венкатешвара), один из объектов почитания альваров

Истоки религиозной поэзии альваров носят смешанный характер. Они включают Бхагавад-гиту, где путь бхакти получил статус высшего пути освобождения, более эффективного, чем два других (джняна-йога и карма-йога), Панчаратру (тексты, посвящённые культу Вишну или Нараяны), популярный кришнаизм и ранние антологии тамильской поэзии. Религиозное мировоззрение опирается на священные тексты Северной Индии. Ими были Бхагавад-гита, Вишну-пурана и Хариванша. Что касается Бхагавата-пураны, то вопрос взаимоотношений традиции альваров и традиции, к которой принадлежит данный текст, остаётся дискуссионным и мало изученным. Обе традиции развивались в одно и то же время, исходя из чего определение особенностей их возможного влияния друг на друга весьма затруднительно.
В центре поэтического культа альваров находится Вишну, его многочисленные аватары и частичные воплощения. К ним относится образ Тирумаля (Маль, Майон), тамильский вариант Вишну-Кришны. Традиция воспевания Вишну-Тирумаля ранее была представлена в тамильской литературе произведениями «Парипадаль» (IAST: Paripāṭal) и «Силаппадигарам» (IAST: Cilappatikāram). Один из альваров, Перияльвар, предположительно был первым среди поэтов, кто создал цикл гимнов о Кришне-пастухе («Кришнаяна»). Тирумаль воспевается в поэзии альваров в трёх основных модусах:
- легендарные подвиги, из историй о классических инкарнациях Вишну (аватары), прежде всего в образе Кришны;
- воплощение Вишну в храмовых статуях (упоминается до 95 святилищ);
- незримое пребывание Вишну в сердцах последователей-бхактов.

Для творчества альваров характерно несколько черт:

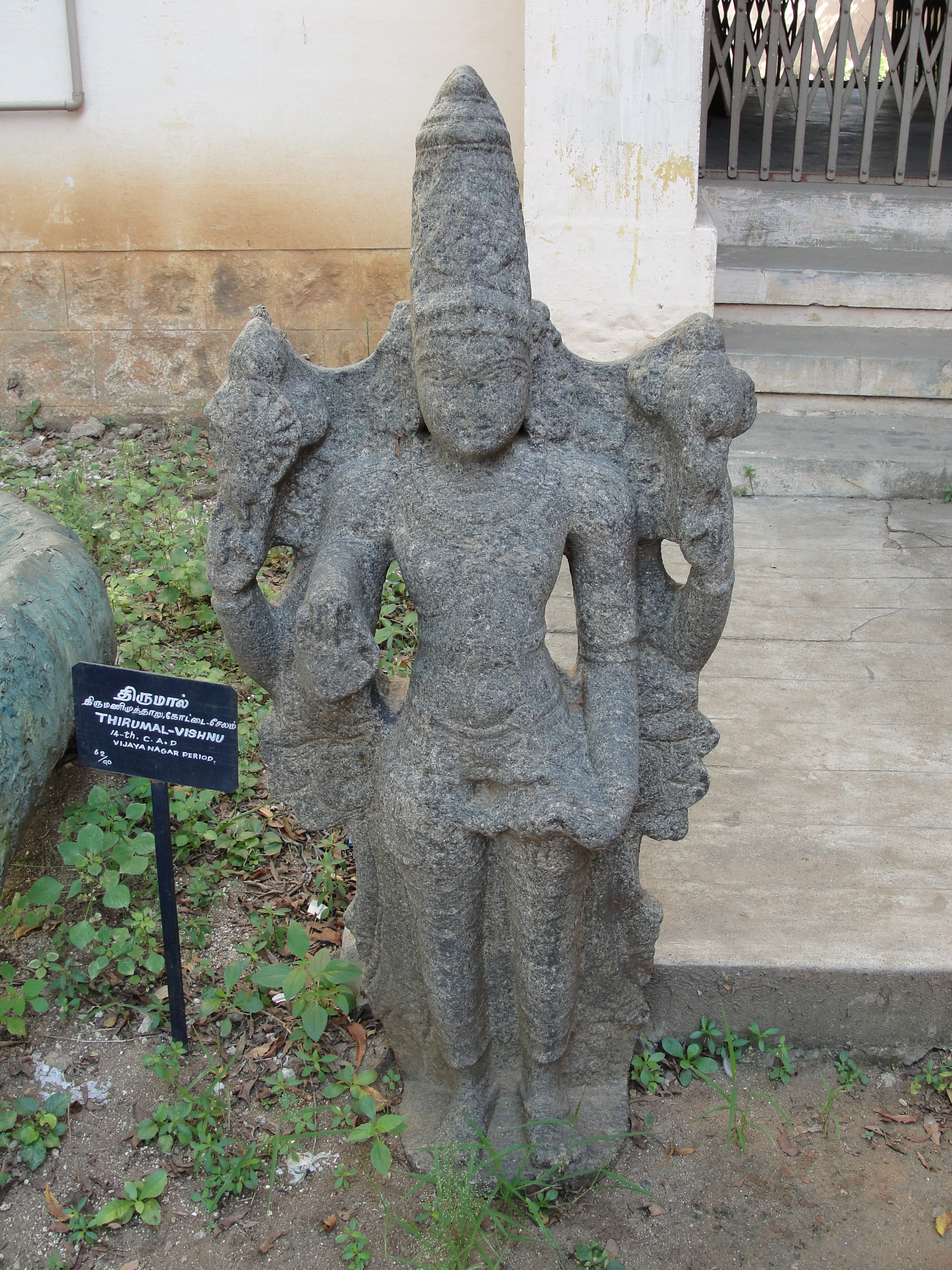
Каменное изваяние Вишну-Тирумала, XIV век, Индия

- вера в Высшую реальность (Брахмана) сочетается с поклонением ему в конкретном облике, то есть альвары выбирают персонифицированного, а не абстрактного Господа;
- альвары сохранили тесную связь религиозного культа Вишну с брахманской традицией, её храмовыми ритуалами и текстами (Ведами и ведангами);
- почитание избранной формы Господа происходит с привязкой к конкретной местности и храму, где почитается воплощение Вишну (так называемый «генолокотеизм»);
- целью жизни и творчества альваров-бхактов является достижение мокши, что равносильно соединению с возлюбленным Вишну;
- первостепенное значение в личных отношениях с Вишну отводится божественной милости (прапатти);
- освобождение (мокша) не рассматривается как полное растворение индивидуальности в Высшей реальности, выше её является пребывание у «стоп Вишну», то есть близость к Господу с одновременным частичным сохранением индивидуальности;
- чувства выражаются от первого лица, от имени мужчины или женщины, и имеют широкий диапазон, от полного отчаяния до радостного экстаза в желании бхакта слиться с Господом;
- любовь к Вишну выражается через пение гимнов (нередко в сопровождении музыки и танцев);
- большое значение придаётся вайшнавской общине, внутри которой не играют роли кастовые, возрастные и половые различия.

Вместе с тем поэзия альваров является миссионерско-полемической. Объектом их полемики выступают представители других, соперничавших с вайшнавами направлений индийской религиозной мысли: шиваиты, буддисты и джайны.

## Священное собрание 4000 стихов
Наследие альваров было собрано в IX — X веках Натхамуни. По легенде, часть текста была передана ему самим Наммальваром. Сборник «Налайира тиввияппирабандам» («Священное собрание 4000 стихов», Дивья-прабандха), включает 24 произведения, распределённые по четырём циклам. В шри-вайшнавизме его называют «тамильскими Ведами» с претензией на звание самых почитаемых древних текстов. О бхакти на юге Индии в отечественной индологии написано крайне мало. В книге «Тамильская литература» от 1987 года можно найти небольшой раздел «Тамильская поэзия бхакти. Возникновение и расцвет традиции», написанный Дубянским А. М. Ему же принадлежит статья «Кришнаитская поэма Андаль „Тируппавей“», содержащая перевод и анализ произведения выдающейся поэтессы. Образцы поэзии тамильских бхактов представлены в шестнадцатом томе (первая серия) Библиотеки всемирной литературы «Классическая поэзия Индии, Китая, Кореи, Вьетнама, Японии».

## Влияние творчества альваров на культуру и религию Индии
Влияние альваров на развитие средневекового индуизма оказалось многосторонним и глубоким. Образ игривого Кришны и другие темы и акценты в поэзии альваров определили множественные мотивы знаменитой Бхагавата-пураны (X век), а через неё и тамильского вайшнавизма в целом. Индолог Фридхельм Харди пришёл к выводу, что чувственность, важнейшая черта движения бхакти, впервые утверждается именно в поэтической традиции тамильских альваров. Андаль и Наммальвару принадлежит значительный вклад в мистическую эротику. Собиратель стихов Натхамуни оказался у истоков новой философии, вишишта-адвайты. Поэзия альваров оказала значительное влияние как на народную, так и на религиозную культуру. В результате гимны альваров стали обязательными для исполнения во время ритуальных церемоний и богослужения в Южной Индии. Творчество альваров стало важной эпохой в истории индийской литературы, поскольку в нём были выработаны основные темы, образы, художественные приёмы, поэтические формы, которые впоследствии были подхвачены и развиты поэзией бхакти в других регионах Индии. Творчество альваров способствовало становлению смежного шиваитского бхакти в поэзии наянаров.

## Полный список альваров[11]
| №  | Альвар         | Период и место                | Другие имена                                                              | Месяц     | Накшатра                | Символ                 |
| -- | -------------- | ----------------------------- | ------------------------------------------------------------------------- | --------- | ----------------------- | ---------------------- |
| 1  | Пойгай         | VII век н. э., Канчипурам     | Саро-йоги, Касара-йоги, Пойгайпиран, Падмамуни, Кавиньярпорейеро          | Айпаси    | Тирувонам (Шравана)     | Панчаджанья (раковина) |
| 2  | Бхутам         | VII век н. э., Махабалипурам  | Пудам, Бхуттатар                                                          | Айпаси    | Авиттам (Дхаништха)     | Каумодаки              |
| 3  | Пей            | VII век н. э.,Маяпур          | Кайравамуни, Махадахваяр                                                  | Айпаси    | Садаям (Сатабхишак)     | Нандака (меч)          |
| 4  | Тирумажисей    | VII век н. э., Терумазайзай   | Бхактисар, Бхаргавар, Магисарапуришварар, Малисайпиран                    | Тхай      | Магам (Магха)           | Сударшана              |
| 5  | Наммальвар     | IX век н. э., Алвартерунагари | Садагопан, Садари, Паранкуса, Маран, Вакула Баранан, Куругаяр-коне        | Вайгаси   | Вишакам (Вишакха)       | Вишваксена             |
| 6  | Мадхуракави    | IX век н. э., Тируколлур      | Инкавьяр, Альваруку Адиян                                                 | Читхирай  | Читхирай (Читра)        | Гаруда                 |
| 7  | Кулашекхара    | VIII век н. э., Кодунгаллер   | Коликавалан, Кудалнаякан, Койиконе, Вилаварконе, Чейраларконе             | Маси      | Пунар Пусам (Пунарвасу) | Каустубха              |
| 8  | Перияльвар     | IX век н. э., Шривиллипутур   | Вишнучитар, Патанадан, Ватарпиран, Шривилипутурар, Шриранганатха-свасурар | Ани       | Свати (Свати)           | Гаруда                 |
| 9  | Андаль         | IX век н. э., Шривиллипутур   | Чудикодута Наччияр, Котаи, Года, Года-пиратти                             | Ади       | Пурам (Пурва-пхалгуни)  | Бху-деви               |
| 10 | Тондарадипподи | VIII век н. э., Пулабутангуди | Вибранараянар, Тирумандангудияр, Бхактангирирену, Паллиунартияпиран       | Маргари   | Кетай (Джьештха)        | Виджаянти              |
| 11 | Тирупанна      | VIII век н. э., Уорейиер      | Панар, Муниваханар, Йогиваханар, Кавишварар                               | Картхигай | Рогини (Рохини)         | Шриватса               |
| 12 | Тирумангай     | VIII век н. э., Тирукураялур  | Калиян, Алинадан, Налукави-перумал, Арулмари, Паракалан, Мангаярконе      | Картхигай | Критикал (Криттика)     | Шаранга (лук)          |

## Галерея воспеваемых альварами храмов
|                                  |                                         |                                                                      |                               |                                       |                             |                              |
| Храм Ранганатхасвами (Шрирангам) | Храм Падманабхасвами (Тируванантапурам) | Храм Вишну в форме Каллажагар (убийцы демонов) (недалеко от Мадурая) | Храм Шарангапати (Кумбаконам) | Храм Варадараджа Перумал (Канчипурам) | Храм Андаль (Шривиллипутур) | Храм Венкатешвары (Тирумала) |